# Geodia auroristella
Geodia auroristella là một loài bọt biển trong họ Geodiidae. Chúng được tìm thấy ở vùng biển Ấn Độ Dương xung quanh quần đảo Seychelles. Loài này được Arthur Dendy mô tả đầu tiên vào năm 1916.